# Wybory prezydenckie w Polsce w 1989 roku
Wybory prezydenckie w Polsce w 1989 roku odbyły się 19 lipca 1989 i zostały przeprowadzone przez Zgromadzenie Narodowe. Jedynym kandydatem na stanowisko prezydenta był Wojciech Jaruzelski, który zdobył 270 na 537 głosów.

## Okoliczności wyboru
Wybory prezydenckie były wynikiem porozumień Okrągłego Stołu. 11 czerwca 1989 rzecznik rządu Jerzy Urban poinformował o decyzji Okrągłego Stołu o powierzeniu urzędu prezydenta ówczesnemu I sekretarzowi Komitetu Centralnego Polskiej Zjednoczonej Partii Robotniczej, Wojciechowi Jaruzelskiemu.
22 czerwca ambasador Stanów Zjednoczonych w Polsce John R. Davies spotkał się na obiedzie z liderami „Solidarności”, którzy obawiali się, że porażka Wojciecha Jaruzelskiego w wyborach mogłaby wywołać autentyczną groźbę wojny domowej. Według relacji Daviesa, ambasador zaproponował system kontrolowanej absencji posłów podczas głosowania, wpływający na rozkład głosów tak, by strona komunistyczna mogła przeforsować kandydaturę generała.
23 czerwca Obywatelski Klub Parlamentarny zrezygnował z wystawienia własnego kandydata na prezydenta. Tydzień później Wojciech Jaruzelski zdecydował o rezygnacji z ubiegania się o urząd prezydenta PRL. Tego samego dnia część środowisk radykalnej opozycji, m.in. LDP „Niepodległość”, Solidarność Walcząca, MFW i RSA zorganizowało demonstrację pod hasłem „Jaruzelski – musisz odejść” rozpędzoną przez Zmotoryzowane Odwody Milicji Obywatelskiej. 3 lipca w „Gazecie Wyborczej” ukazał się artykuł pt. Wasz prezydent, nasz premier. Następnego dnia podczas osobistej rozmowy Lech Wałęsa obiecał poparcie części posłów i senatorów Obywatelskiego Klubu Parlamentarnego Czesławowi Kiszczakowi.
13 lipca oddziały ZOMO rozpędziły demonstrację zorganizowaną przez Konfederację Polski Niepodległej.
14 lipca Lech Wałęsa w oświadczeniu wezwał do jak najszybszego wyboru głowy państwa.
18 lipca Wojciech Jaruzelski ogłosił, że będzie kandydował na urząd głowy państwa. Decyzja była spowodowana poparciem ze strony Michaiła Gorbaczowa i George’a H.W. Busha. Ambasador Stanów Zjednoczonych John Davis przekonywał posłów i senatorów z „Solidarności”, aby umożliwili wybór Wojciecha Jaruzelskiego i oddali głosy nieważne lub zbojkotowali głosowanie.
19 lipca 1989 Zgromadzenie Narodowe dokonało wyboru Wojciecha Jaruzelskiego na urząd Prezydenta PRL. Wybór ten umożliwiła postawa części parlamentarzystów OKP, którzy zagłosowali za lub zbojkotowali głosowanie. W głosowaniu nie wzięli udziału posłowie: Paweł Chrupek, Adela Dankowska, Marek Jurek, Lech Kozaczko, Jerzy Pietkiewicz, Maria Stępniak i Henryk Wujec oraz senatorowie Zdzisław Nowicki, Krzysztof Pawłowski, Andrzej Szczepkowski i Mieczysław Ustasiak.
Wśród parlamentarzystów, którzy zagłosowali przeciw, znaleźli się m.in.:
- Roman Bartoszcze – kandydat na prezydenta w 1990
- Jan Krzysztof Bielecki – premier w 1991
- Alicja Grześkowiak – marszałek Senatu IV kadencji
- Jarosław Kaczyński – premier w latach 2006–2007
- Lech Kaczyński – prezydent w latach 2005–2010
- Jacek Kuroń – kandydat na prezydenta w 1995
- Jan Łopuszański – kandydat na prezydenta w 2000
- Janusz Onyszkiewicz – wiceprzewodniczący Parlamentu Europejskiego VI kadencji
- Krzysztof Putra – wicemarszałek Senatu VI kadencji, wicemarszałek Sejmu VI kadencji
- Zbigniew Romaszewski – wicemarszałek Senatu VII kadencji.

## Wyniki
| Zdjęcie | Kandydat                   | Popierany przez | Za            | Za      | Przeciw       | Przeciw | Wstrzymało się | Wstrzymało się |
| Zdjęcie | Kandydat                   | Popierany przez | Liczba głosów | Procent | Liczba głosów | Procent | Liczba głosów  | Procent        |
| ------- | -------------------------- | --- | ------------- | ------- | ------------- | ------- | -------------- | -------------- |
|         | Wojciech Jaruzelski (PZPR) | partie: Polska Zjednoczona Partia Robotnicza, Zjednoczone Stronnictwo Ludowe, Stronnictwo Demokratyczne oraz organizacje niepartyjne: Polski Związek Katolicko-Społeczny, Unia Chrześcijańsko-Społeczna, Stowarzyszenie „Pax” | 270           | 50,28%  | 233           | 43,39%  | 34             | 6,33%          |